# Ours (Rockband)

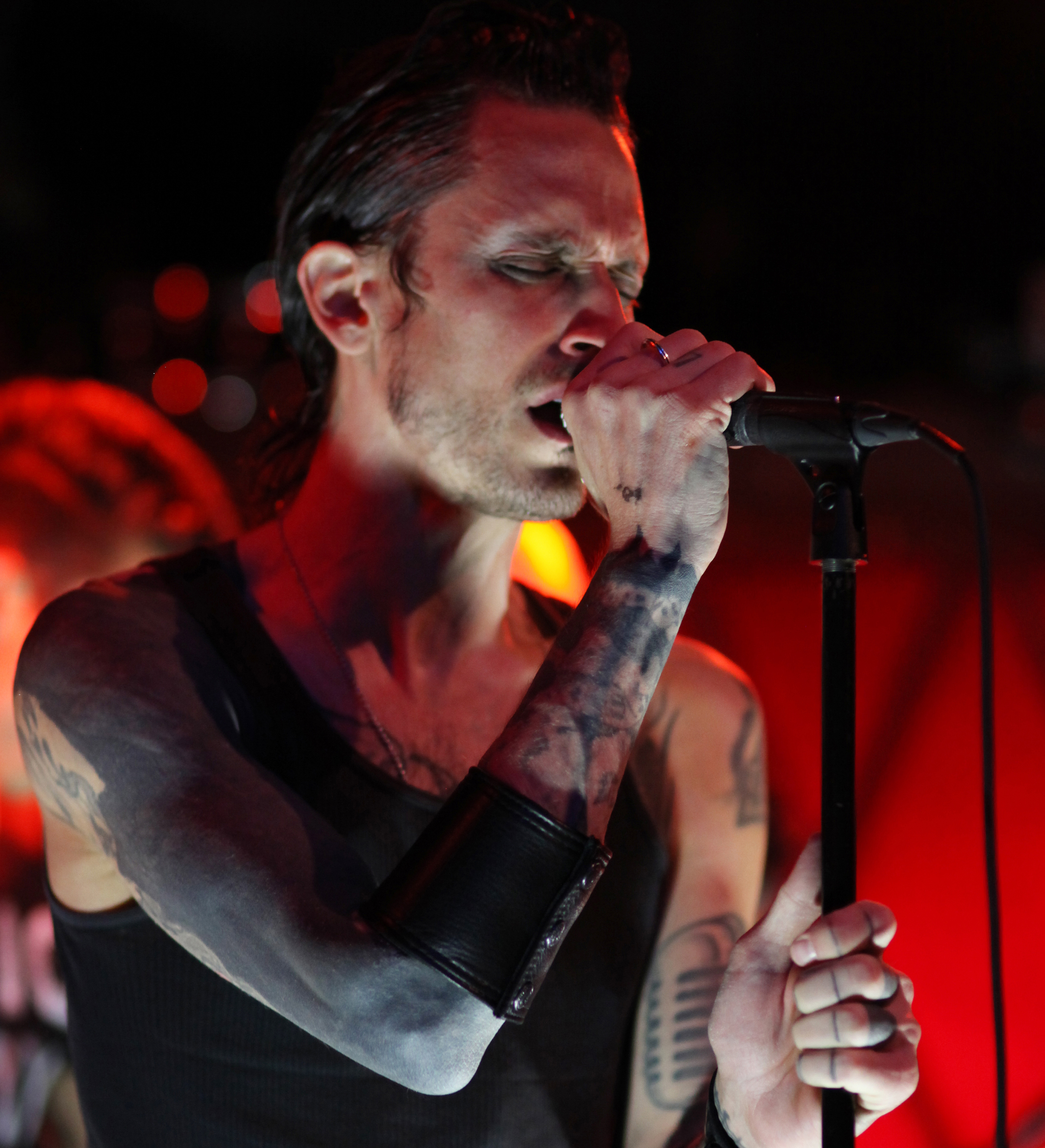
Jimmy Gnecco

Ours sind eine US-amerikanische Alternative-Rock-Band aus New Jersey, die seit 1992 existiert.
Ihr erstes Album Sour erschien 1994 auf ihrem eigenen Label Beatnik Records. Erst sieben Jahre später kam die Band um Jimmy Gnecco wieder zusammen und brachte auf DreamWorks Records die Alben Distorted Lullabies und Precious auf den Markt. 
Da Gnecco wechselnde Besetzungen der Musiker bevorzugt, stehen fünf aktuellen Bandmitgliedern neun ehemalige gegenüber.

## Besetzung

### Aktuelle Mitglieder
- Jimmy Gnecco (Gesang, Gitarre)
- Static (Gitarre)
- Locke (Gitarre, Keyboard)
- Race (Bass)
- Pit Orbach (Schlagzeug)

### Ehemalige Mitglieder
- Dave Milone
- Tony Angerson
- Scott Greco
- Anthony DeMarco
- Kirke Jan
- James Bray
- Zambia Greene
- Darrin Verpuit
- Greg Calvert

## Diskografie
- Sour (1994, Demo-Album)
- Distorted Lullabies (2001)
- Precious (2002)
- Mercy (Dancing for the Death of an Imaginary Enemy) (2008)
- The Heart - X Edition (2011, Band-Version von Jimmy Gneccos Soloalbum)
- Ballet the Boxer 1 (2013)
- New Age Heroine II (2018)